# 帕苏什 (米兰德拉)
帕苏什是葡萄牙布拉干萨区的一个堂区。总面积18.43平方公里，总人口479人，人口密度26人/平方公里。